# La española inglesa
La española inglesa és una novel·la bizantina que es publica el 1613, en el conjunt de les dotze novel·les curtes escrites entre 1590 i 1612, que componen las Novelas ejemplares.

## Argument
Cervantes reprèn en aquesta història el tema del rapte de les persones i de la llibertat: el rapte d'Isabela, que els anglesos portaren de Cadis, i la captura de Ricaredo pels turcs. La novel·la és la història de les seves repatriacions geogràfiques i religioses, de la devolució d'Isabela als seus veritables pares i del retrobament dels dos joves amants al final de la novel·la.
L'obra comença amb un acte de rebel·lia de Clotaldo, pare de Ricaredo, que porta Isabela a Londres. Clotaldo i la seva família són catòlics secrets que viuen en l'Anglaterra protestant. Els dos joves arriben a enamorar-se, però els pares de Ricaredo tenien planejat casar el seu fill amb una escocesa. Llavors comencen diverses separacions entre tots dos. Ricaredo ha de sortir d'expedició amb el baró de Lansac. Demostra el seu valor i retorna amb moltes joies que ofereix a la reina. La mare d'un altre noi, que també està enamorat d'Isabela decideix enverinar-la perquè la reina no li dona permís per casar-la amb el seu fill. No aconsegueix matar-la però la desfigura terriblement. Això no obstant, Ricaredo continua enamorat d'ella -encara que de la seva bellesa interior- i decideix anar-se'n a Itàlia per no haver de casar-se amb l'escocesa. Isabela torna a Espanya amb els seus pares per recuperar-se dels efectes del verí. Ricaredo li havia dit que l'esperés dos anys. Durant aquest temps va estar empresonat a Alger, captiu dels turcs. Finalment arriba a Sevilla a punt per impedir que Isabela professi com a monja. I llavors es casen.